# Bernat d'Olzinelles
Bernat d'Olzinelles   (Tarragona, segle XIV - segle XIV) va ser un alt funcionari reial que va viure durant el segle xiv.

## Biografia
Va prendre part activa en la política del rei Pere el Cerimoniós entre el 1344 i el 1364 i tenia els càrrecs de tresorer, ambaixador i conseller reial. El 1344 era al Rosselló en la campanya contra Jaume III de Mallorca. El 1348 va ser a València com a llegat representant del rei per tractar amb els nobles vençuts a la Guerra de la Unió i el 1351 va participar en les deliberacions que portaren a l'aliança amb Venècia i la guerra contra Gènova. El 1354 era ajudant i assessor de l'infant Pere, oncle de Pere el Cerimoniós, quan el rei va marxar a Sardenya a lluitar contra els genovesos. El 1355 va viatjar fins a l'illa per retrobar el rei, amb una forta suma de diners que van possibilitar el seu retorn a Catalunya. Va intervenir en les negociacions de treva amb Navarra i Castella, especialment en la pau de Terrer el 1361, durant la guerra dels dos Peres i en altres empreses privades del rei fins al 1364.
Segons Antoni Vicenç Domènec, la casa dels Olzinelles era la més rica de Tarragona, ja que els seus rèdits anuals eren, l'any 1323, de 100.000 sous. Tenia per herència o per compra gran quantitat de possessions al Camp de Tarragona i a altres contrades. El 1347, vengué a Gilabert Dalmau de Cruïlles la jurisdicció civil i criminal de la Baronia de Calonge.
El 1343 va adquirir la castell de Torredembarra, i el 1358 era senyor del Catllar. Abans, cap al 1340, com a senyor de Vila-seca del Comú, havia lluitat pel govern de la vila amb Ramon d'Olzina, senyor de Vila-seca de Solcina.
El 1349 havia comprat els drets de castlà de la vila de Reus als hereus de Pere Mulet, mantenint molt bona relació amb el Cambrer Pierre Flandrin, que residia a Reus de manera intermitent. A la seva mort, va heretar la castlania el seu fill Joan d'Olzinelles. Un Bernat d'Olzinelles, potser ell mateix, va ser tresorer del rei Martí.